# 10 Dywizja Kawalerii (Imperium Rosyjskie)
10 Dywizja Kawalerii (ros. 10-я кавалерийская дивизия) – związek taktyczny Armii Imperium Rosyjskiego.
W 1914 wchodziła w skład 10 Korpusu Armijnego.

## Struktura organizacyjna
Organizacja w 1914
- Dowództwo dywizji – Charków
- 1 Brygada Kawalerii – Sumy
  - 10 Nowogrodzki pułk dragonów
  - 10 Odeski pułk ułanów
- 2 Brygada Kawalerii – Charków
  - 10 Ingermanlandzki  pułk huzarów
  - 1 pułk Kozaków Orenburskich
- 3 dywizjon artylerii konnej Kozaków Dońskich